# 李启德
李启德（1931年—2010年），云南沧源糯良乡糯良大寨人，中华人民共和国政治人物。

## 生平
毕业于云南民族学院。1975年8月-1983年11月，担任中共沧源县委书记，1980年6月至1983年11月，兼任沧源佤族自治县人大常委会主任。1983年11月，由邓国强接任。1984年1月专任沧源佤族自治县人大常委会主任，直到1993年3月退休。2010年去世。